# Mai Tuấn Anh
Mai Tuấn Anh (sinh năm 1993) là một nam siêu mẫu người Việt Nam. Anh từng đoạt Giải Vàng Siêu mẫu Việt Nam 2015. Năm 2018, Tuấn Anh đại diện Việt Nam đoạt ngôi Á vương 4 tại cuộc thi Manhunt International.

## Đầu đời
Mai Tuấn Anh sinh năm 1993 tại Hưng Yên. Sau khi tốt nghiệp Khoa Sân khấu điện ảnh của Trường cao đẳng Nghệ thuật Hà Nội, anh quyết định vào Thành phố Hồ Chí Minh để phát triển sự nghiệp và tìm kiếm cơ hội mới cho bản thân.

## Sự nghiệp

### Siêu mẫu Việt Nam 2015
Năm 2015, Tuấn Anh tham gia cuộc thi Siêu mẫu Việt Nam và đạt giải Vàng chung cuộc.

### Manhunt International 2018
Năm 2018, Mai Tuấn Anh được Cục Nghệ thuật biểu diễn cấp phép chính thức đại diện Việt Nam tham gia Manhunt International 2018. Tại chung kết diễn ra tại Gold Coast, Australia, Mai Tuấn Anh giành ngôi Á vương 4.